# Monte Politri
Il Monte Politri (3.026 m s.l.m. - detto anche Bric Rosso) è una montagna delle Alpi del Monginevro nelle Alpi Cozie.

## Descrizione
La montagna è collocata lungo lo spartiacque tra la Val Chisone e la Val Massello (tributaria della Val Germanasca) e non lontano dal Monte Albergian. Verso ovest un intaglio quotato 2.862 m s.l.m. la divide dalla Fea Nera, e il crinale procede poi in direzione del Colle dell'Albergian (2.708 m) e dell'omonima montagna. Nella direzione opposta lo spartiacque Chisone/Germanasca si dirige invece verso il Becco dell'Aquila.

## Accesso alla cima
Si può salire sulla vetta partendo da Laux (borgata di Fenestrelle) o da Balsiglia (borgata di Massello), raggiungendo il colle dell'Albergian (2.708 m s.l.m.) e passando poi per la Fea Nera (2.946 m s.l.m.)

## Ambiente
Nella zona a sud della montagna nel 1987 venne effettuata una importante reintroduzione di stambecchi, che amano svernare sul suo versante meridionale. Questo ed altri pregi ambientali portarono ad includere l'alta valle di Massello in un SIC piuttosto vasto e che comprende al suo interno anche il Parco naturale della Val Troncea.